# Colobaspis fraxini
Colobaspis fraxini es una especie de coleóptero de la familia Megalopodidae.

## Distribución geográfica
Habita en Taiwán.